# Proasellus hermallensis
Espèce
Proasellus hermallensis est une espèce d'isopodes de la famille des Asellidae.

## Distribution
L'espèce fut découverte dans la grotte Lyell, en Belgique. Dans ce pays il est connu de trois localités.